# 무사도

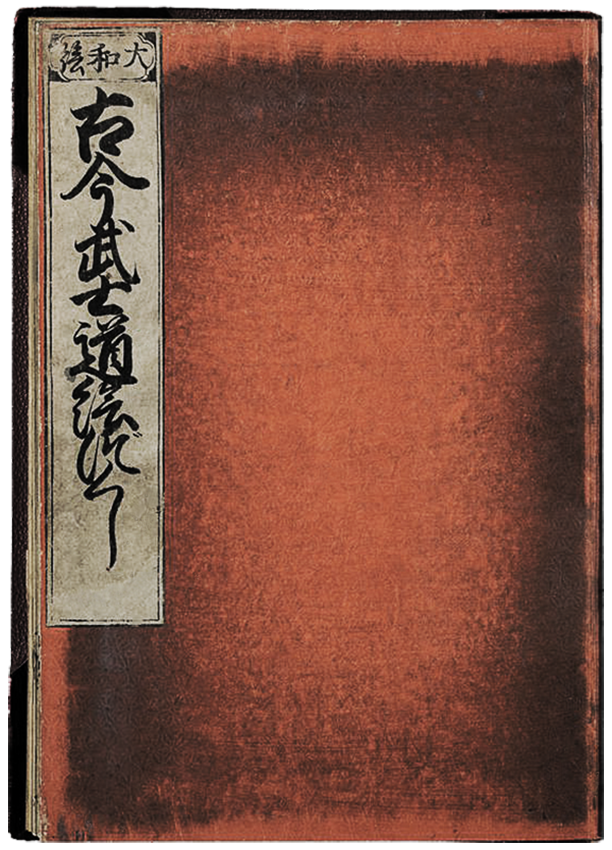

무사도(일본어: 武士道 부시도우[*])는 일본의 봉건 사회의 무사 계급의 윤리 도덕 규범과 가치 기준의 근본을 이루는 사상 일반을 이른다. 딱히 정확한 정의는 존재하지 않고, 같은 시대에도 사람마다 해석이 크게 다르다.

## 같이 보기
- 일본 무술